# دولت كند (خورخورة)
دولت کند (بالفارسية: دولت کند) هي قرية تقع في إيران في قسم خورخورة الريفي. يقدر عدد سكانها بـ 119 نسمة بحسب إحصاء 2016.